# Radio del Sur
Radio del Sur (deutsch: „Radio des Südens“) ist ein internationales Radionetzwerk mit Sitz in Caracas, Venezuela. Es startete im Jahr 2010 im Zuge des Second Africa-South America Summit. Das Radionetzwerk folgt dem 2005 gelaunchten Fernsehsender TeleSur, der ebenfalls ganz Lateinamerika erreicht. Der Sender steht unter der Kontrolle des Ministeriums für Kommunikation und Information.

## Geschichte
2009 begannen die Vorbereitungen für den Sender aus einem Netzwerk von 88 Stationen aus Lateinamerika, der Karibik, den USA, Kanada und Spanien. Hauptsprache sollte Spanisch sein, jedoch wurde auch die Übersetzung von Programminhalten in Französisch, Englisch Niederländisch und Arabisch angeboten, um afrikanische Länder zu erreichen.
Ob der Sender noch aktiv ist, ist (Stand 2024) unklar.